# Jan Olieslagers

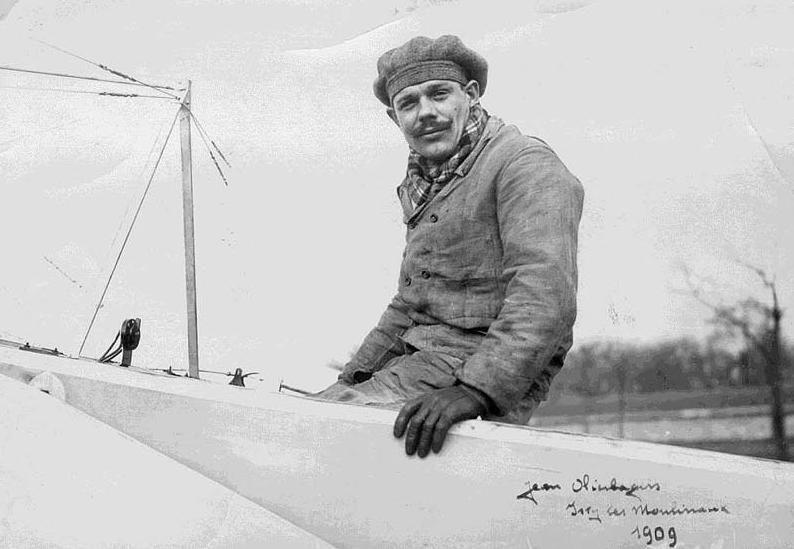
Jan Olieslagers (1909)

Jan Olieslagers (* 4. Mai 1883 in Antwerpen; † 23. März 1942 ebenda) war ein belgischer Kunst- und Kampfflieger, der auch Diable d’Anvers bzw. den Antwerps(ch)e Duvel (Teufel von Antwerpen) genannt wurde.
Vor dem Ersten Weltkrieg fuhr Olieslagers Motorrad und stellte diverse Weltrekorde auf. 1902 wurde er Weltmeister auf seiner Minerva, 1904 gewann er das Rennen Paris–Bordeaux–Paris. Auch fungierte er als Schrittmacher bei Steherrennen, führte 1904 den US-Amerikaner Robert Walthour zum WM-Titel der Profis und fuhr selbst Radrennen als Amateur.
1909 erwarben er und seine zwei Brüder eine Blériot XI, mit der er insgesamt sieben Weltrekorde aufstellte.
Nach der Invasion Deutschlands im August 1914 kämpften Olieslagers und seine Brüder mit ihren drei Blériot XI gegen Deutschland. Zu Beginn des Krieges waren sie nur mit einer Pistole bewaffnet. In über 500 Einsätzen und über 100 Luftkämpfen konnte er mindestens sechs Abschüsse verbuchen. Nach dem Krieg half er beim Aufbau des Antwerpener Flughafens.

## Luftsiege im Ersten Weltkrieg
- 12. September 1915 eine Aviatik C bei Oudstuyvekenskerke
- 17. Juni 1916 eine Fokker D.II bei Pijpegale/Zuidschote
- 14. Juni 1917 eine Aviatik C bei Schore
- 15. Juni 1917 eine Fokker D.II bei Keiem
- 3. Mai 1918 eine Fokker D.VII bei Westende
- 19. Mai 1918 eine Albatros D.V bei Woumen